# Mr. Woodcock
Mr. Woodcock (br Em Pé de Guerra / pt Um Padrasto para Esquecer!) é um filme de comédia, dirigido pelo australiano Craig Gillespie (A Garota Ideal).

## Sinopse
John Farley (Seann William Scott) é um escritor de livros de auto-ajuda, que ao retornar a sua cidade natal, descobre que sua mãe, Beverly Farley (Susan Sarandon) está namorando seu ex professor de educação física, o Sr. Woodcock (Billy Bob Thornton), que na infância, fez com que John comesse o pão que o diabo amassou. Desvairado com a escolha de namorado da mãe, John inicia uma odisséia para provar à mãe o quão nocivo é seu futuro padrasto.

## Elenco
| Intérprete          | Personagem        |
| ------------------- | ----------------- |
| Seann William Scott | John Farley       |
| Billy Bob Thornton  | Jasper Woodcock   |
| Susan Sarandon      | Beverly Farley    |
| Ethan Suplee        | Nedderman         |
| Amy Poehler         | Maggie Hoffman    |
| Melissa Sagemiller  | Tracy Detweiller  |
| Kyley Baldridge     | John Farley jovem |
| Tyra Banks          | Ela mesma         |
| Kurt Fuller         | Vereador Luke     |